# Megophrys nasuta
Megophrys nasuta es una especie de anfibio anuro de la familia Megophryidae. Comúnmente se conoce como rana hoja.

## Distribución geográfica
Se encuentra en el sur de Tailandia y Malasia, Singapur, isla Tioman, Bintan, islas Natuna, Sumatra, Borneo y Panamá. Su rango altitudinal llega a los 1000 m s. n. m..

## Estado de conservación
Se encuentra amenazada por la pérdida de su hábitat natural.